# ایوکابنک
ایوکابنک (انگلیسی: Evocabank) بانک تجاری ارمنستانی است، که در سال ۱۹۹۰ تأسیس شد.